# (68947) Brunofunk
(68947) Brunofunk est un astéroïde de la ceinture principale.

## Description
(68947) Brunofunk est un astéroïde de la ceinture principale. Il fut découvert le 8 août 2002 à l'observatoire Palomar par Sebastian F. Hönig. Il présente une orbite caractérisée par un demi-grand axe de 2,77 UA, une excentricité de 0,08 et une inclinaison de 2,9° par rapport à l'écliptique.

## Compléments